# Librazhd
Librazhd là một đô thị trong quận Librazhd thuộc hạt Elbasan, Albania. Dân số năm 2005 là 7182 người.